# Race humaine
Pour les articles homonymes, voir Race (homonymie).
Vous pouvez aider à l'améliorer ou bien discuter des problèmes sur sa page de discussion.
- Le fond est à vérifier. Si vous venez d’apposer le bandeau, merci d’indiquer ici les points à vérifier. (Marqué depuis décembre 2024)

Vous pouvez aider à l'améliorer ou bien discuter des problèmes sur sa page de discussion.
- Il ne cite pas suffisamment ses sources. Vous pouvez indiquer les passages à sourcer avec {{référence nécessaire}} ou {{Référence souhaitée}}, et inclure les références utiles en les liant aux notes de bas de page. (Marqué depuis décembre 2024)
- Son titre n'est pas conforme aux conventions de Wikipédia. Renommez l'article pour que son titre décrive précisément et brièvement le sujet traité en respectant ces conventions. (Marqué depuis décembre 2024)
- Il n'a pas de sujet précis, ce que le premier principe fondateur de Wikipédia exige. (Marqué depuis décembre 2024)
- Il doit être recyclé. La réorganisation et la clarification du contenu sont nécessaires. (Marqué depuis décembre 2024)
- La notion qu'il invoque est trop technique ou pas assez détaillée. Il est préférable de la préciser au moyen d’un lien interne ou d’une note . (Marqué depuis décembre 2024)
- Il est à actualiser. Certains passages sont obsolètes ou annoncent des événements désormais passés. (Marqué depuis décembre 2024)
- Il se contredit lui-même. (Marqué depuis décembre 2024)

- Archive Wikiwix
- Bing
- Cairn
- DuckDuckGo
- E. Universalis
- Gallica
- Google
- G. Books
- G. News
- G. Scholar
- Persée
- Qwant
- (zh) Baidu
- (ru) Yandex
- (wd) trouver des œuvres sur Wikidata

La notion de race humaine, par analogie avec les races d'animaux d'élevage, est employée pour établir des classifications internes à l'espèce humaine selon des critères morphologiques ou culturels,,. Des études scientifiques, fondées depuis le milieu du XXe siècle sur la génétique, ont montré que le concept de « race » n'est pas pertinent pour caractériser les différents sous-groupes géographiques de l'espèce humaine car la diversité génétique est beaucoup plus importante entre les individus d'une même population qu'entre groupes différents,,. Le consensus scientifique actuel rejette, en tout état de cause, l’existence d'arguments biologiques qui pourraient légitimer la notion de « race »,,, reléguée à une représentation arbitraire selon des critères morphologiques, ethnico-sociaux, culturels, politiques ou liés à la couleur de peau. La notion de race est pour la science une construction sociale et idéologique, une identité qui est assignée en se basant sur des règles créées par la société,,.
La notion de « race » a été utilisée à partir du XVIIIe siècle pour distinguer des groupes humains possédant des critères qui seraient biologiques, dans un contexte de suprémacisme blanc, et renforcé par l'émergence du racisme scientifique dont notamment les grandes taxonomies de Linné. Ainsi, la seule couleur de peau des populations africaines a servi d'argument pour l'esclavage de ceux-ci par les occidentaux entre le XVIe et le XIXe siècle ; de même, au XXe siècle, cette notion de « race » a été utilisée pour justifier le racisme et notamment la perpétration de la Shoah par les nazis, l'apartheid en Afrique du Sud et la ségrégation aux États-Unis. Elle n'est plus employée aujourd'hui dans la description du monde vivant pour désigner les espèces et sous-espèces du monde animal en général (à l'exception des animaux domestiques, sélectionnés sur des critères morphologiques). Mais elle perdure dans l'imaginaire et les discours.

## Étymologie et signification
Le terme « race » a une étymologie incertaine[réf. nécessaire] qui en complique la signification et rend son usage actuel délicat. « Race » n'a pas d'antécédent latin direct. Il est supposé qu'un traitement en bas latin de « ratio », voire de « generatio », aurait donné en italien « razza », « rassa », d'abord francisé en « rasse », tandis que de nombreux auteurs préfèrent le rattacher au latin radix signifiant « racines ». Toutefois, le terme tirerait probablement son origine du mot arabe « ras » signifiant « tête », et trouverait sa première utilisation dès le XVe siècle en Espagne, puis un siècle plus tard en France et en Allemagne[réf. incomplète].
Le terme désignait alors toute espèce d'animaux ou fruits, ainsi chez Commynes en 1498, ou une convention[pas clair] de famille ou de métier, comme dans Le Cid de Corneille représenté en 1637 : le père de Rodrigue, qui vient d'être giflé par celui de Chimène, pleure « un tel affront, le premier dont [sa] race ait vu rougir son front ». En 1749 Buffon utilise le terme pour désigner une sous-catégorie de l'espèce, sens repris par Voltaire en 1756 dans son Essai sur les mœurs et l'esprit des nations : « La race des nègres est une espèce d'hommes différente de la nôtre, comme la race des épagneuls l'est des lévriers. » Le terme désigne aussi les générations successives : Bossuet remarque que « Les familles royales les mieux établies vivent à peine quatre ou cinq races ». Dans ces utilisations se retrouve le sens latin de « ratio » — le terme représente une idée de classement — mais s'y ajoute l'idée de lignée familiale. Les emplois divers foisonnent et rendent le mot banal du XVIIe siècle au XIXe siècle : il sert autant à nommer une postérité (race des Atrides, race d'Abraham), qu'une nation (race française), que la spécification animale chez Darwin, et par extension ou abus, toutes sortes de communautés, réelles ou idéelles (race des esclaves, race des héros).

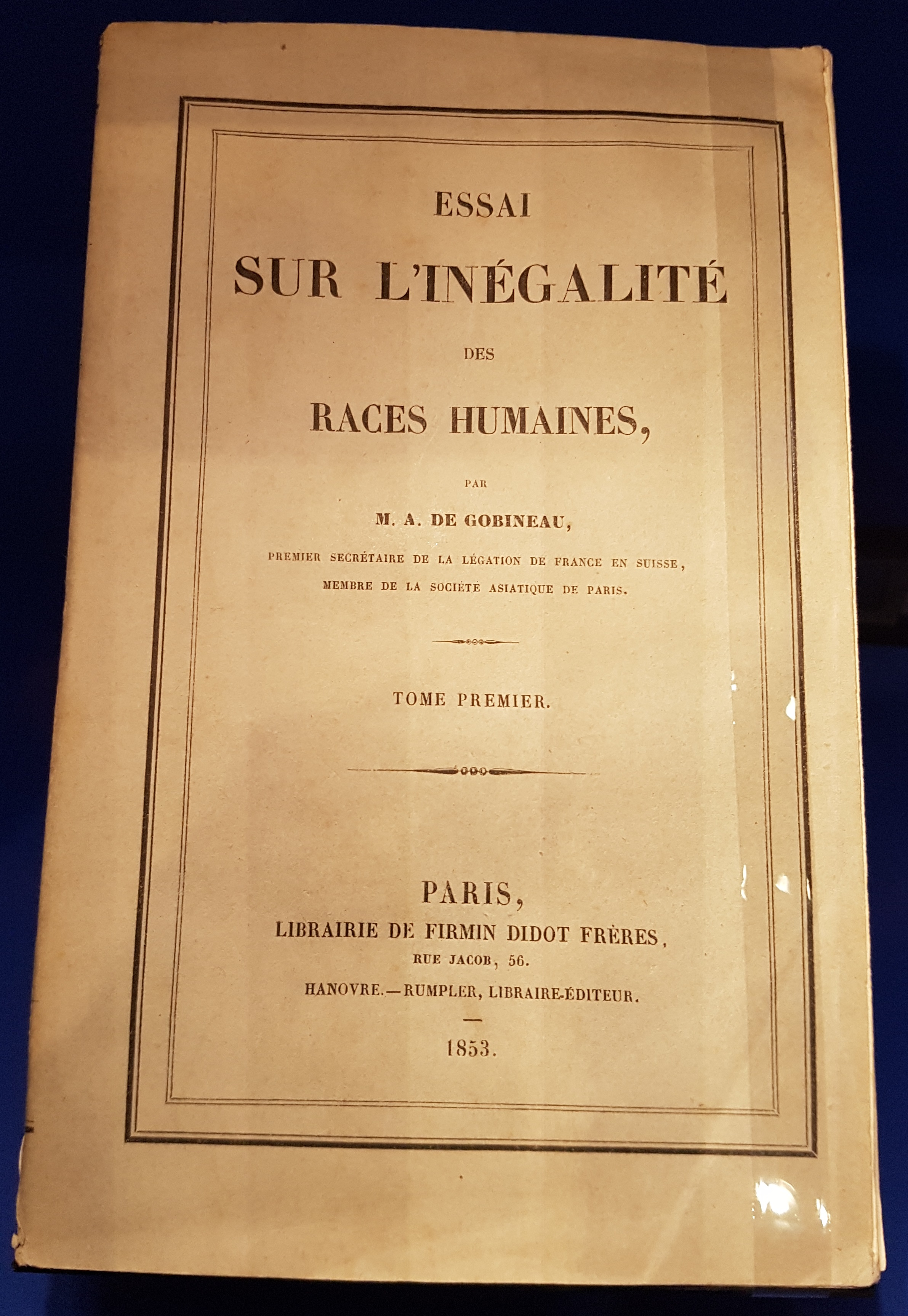
Arthur de Gobineau, Essai sur l'inégalité des races humaines, 1853-1855.

Entre 1853 et 1855, Arthur de Gobineau publia l'Essai sur l'inégalité des races humaines où il évoque la race aryenne pour évoquer la communauté de culture indo-européenne. Le terme est pris au mot dans l’essor de l'anthropologie physique qui visait alors en vain à trouver des éléments distinctifs pour catégoriser les hommes. Mais faute de réussite le flou entourant le sens du mot demeure : la presse parle encore aujourd'hui d'« émeutes raciales » pour désigner les événements de protestation qui distinguent les hommes selon leur couleur de peau aux États-Unis, et la Constitution française refuse dans son premier article toute « distinction d'origine, de race ou de religion »,. Le mot est encore utilisé par des acteurs politiques promouvant une idéologie raciste pour classer dans des catégories les hommes selon des critères morphologiques ou culturels,.
Bien qu'il n'existe pas de « races humaines », on constate une « pluralité humaine » sans hiérarchie liée. Depuis l'achèvement du séquençage du génome humain en 2004, un certain nombre d'analyses génétiques basées sur des polymorphismes génétiques permettraient de distinguer une répartition par « groupe géographique » de certains polymorphismes pertinents du génome humain et à fréquence allélique suffisante. Comme le rappelle le professeur Jens Reich (en), les humains possèdent 99,9 % de gènes en commun, ou 99,5 % pour le généticien Craig Venter,, contre 98,7 % entre humain et chimpanzé. L'équipe de Luigi Luca Cavalli-Sforza se prête au jeu des divisions en suggérant que les Homo sapiens se seraient, à une certaine étape, répartis en neuf « populations », mais prend soin de préciser que « en réalité dans l'espèce humaine, l'idée de « race » reste indubitablement obsolète. La structure des populations humaines est extrêmement complexe ; elle varie d'une région du monde à une autre, d'un peuple à un autre ; on rencontre toujours une infinité de nuances dues à des migrations constantes à l'intérieur des frontières et au-delà des frontières qui rendent impossibles des séparations tranchées ».

## Origine
La notion de race, entendue en termes biologiques, est tardive et se rattache à une période précoce de la science moderne tentant une classification en espèces et en sous-espèces, qui ne concernait d’abord que les végétaux et les autres animaux[Pas dans la source]. Carl von Linné est le premier à classifier scientifiquement les « races » humaines dans Systema naturœ (1758) : « l'Homme américain, l'Homme européen, l'Homme asiatique et l'Homme africain ».
Arthur de Gobineau popularise au milieu du XIXe siècle une nouvelle acception, dans son essai raciste, Essai sur l'inégalité des races humaines (1853-1855), dans lequel il prenait parti en faveur de la thèse polygéniste selon laquelle l'espèce humaine serait divisée en plusieurs races distinctes, que l'on pourrait selon lui hiérarchiser[Pas dans la source]. La différenciation raciale se fait à partir d'analyses physiques ou sanguines.
Le racialisme (ou racisme « scientifique ») devient alors l'idéologie prédominante dans les milieux savants et dans l'anthropologie physique, couplé à l'évolutionnisme, au darwinisme social et aux théories eugéniques développées par Francis Galton. L'habillage de visions racistes par le discours scientifique — que Canguilhem dénommera « idéologies scientifiques » — sera largement discrédité par sa conséquence que fut le génocide des Juifs européens par le Troisième Reich.
Afin d'éviter l'usage impropre du terme « race », l'Unesco recommanda, au milieu des années 1950 d'instaurer la notion d'ethnie, laquelle insiste fortement sur les dimensions culturelles au sein d'une population humaine (langue, religion, us et coutumes, etc.). Pour autant, quelques tentatives racialistes perdurent, comme l'a montré la publication de The Bell Curve (1994), par Richard Herrnstein et Charles Murray, estimant que le quotient intellectuel inférieur des Noirs américains était d'origine génétique et ne pouvait pas être corrigé par des mesures sociales. Le même reproche est fait à certaines lectures de la sociobiologie, qui cherchent l'éventuelle origine génétique des comportements sociaux y compris altruistes.
La segmentation en races humaines a été très répandue à l’époque de la flambée des nationalismes qui a donné lieu à des interprétations racistes se qualifiant de science. Certains ouvrages comme le Dictionnaire de la bêtise et des erreurs de jugement, de Guy Bechtel et Carrière, montrent que ces préjugés s'exerçaient tout autant entre pays européens à la même époque. La deuxième moitié du XXe siècle abandonna peu à peu cette idée sous trois influences : ambiguïtés du terme ; rôle joué par ces idées dans les quinze années du nazisme ; ouvrages de Claude Lévi-Strauss et de Franz Boas qui ont transformé l'anthropologie et mis en évidence les phénomènes d'ethnocentrisme propres à toute culture.
Aujourd’hui le terme continue d'alimenter les débats autour de la biologie, bien que les scientifiques lui préfèrent la notion de population, désignant un groupe humain quel qu'il soit. En France, il tend à disparaître des autres sciences, anthropologie, ethnologie au profit de la notion majoritairement culturelle d'ethnie. On parlera ainsi de populations géographiques en biologie, et de différences entre cultures pour l’anthropologie et l’ethnologie. Pour autant, il continue à être employé dans d'autres pays, en particulier dans les pays anglophones et, par calque, en français québécois. Les Race studies menées en Amérique du Nord sont des études liées aux critiques du post-colonialisme et aux études de genre (qui étudient le genre en tant que construction sociale). Elles interrogent les phénomènes de racisation (aussi nommée racialisation) : la construction sociale de catégories racistes.

### Utilisation
Le terme « race », pour désigner des groupes « ethniques », géographiques ou culturels, possède en français des connotations racistes. La situation se présente différemment dans des pays anglophones comme les États-Unis ou le Canada. Le terme race y est utilisé pour faire référence à l'origine dite « ethnique » déclarée par un individu, sans qu'il y ait de consensus sur les catégories utilisables. Au Québec, où l'utilisation du mot « race » (« race noire », « race blanche »…) calque globalement l'usage anglophone nord-américain. En France, il est plus convenu d'utiliser à la place de ce mot des formules comme : caractères physiques, origine ethnique, génotype ou phénotype, ou juridiquement par « pour des raisons racistes ». En France, plusieurs projets juridiques, non aboutis, ont cherché à supprimer ce mot "race" de la législation et de la Constitution, sans succès à ce jour.
En sociologie contemporaine, des variations de sens entre « race » et « ethnie » (dans leur acception constructiviste et non essentialiste) ont été proposées, mais le vocabulaire n'est pas stabilisé. Certains ont proposé que la première reflète une catégorisation sociale basée sur des critères biologiques et phénotypiques (par exemple, la couleur de la peau), tandis que la seconde est une catégorisation basée sur des aspects culturels ; d'autres ont opposé la classification imposée (assignation raciale) à l'auto-identification (revendication ethnique) ; le caractère péjoratif de l'un et mélioratif de l'autre ; la hiérarchisation (lien avec des rapports de domination) et l'horizontalité. Plusieurs auteurs considèrent le terme « ethnie » comme un simple euphémisme,.

### Définitions et considérations linguistiques
Selon le Larousse, le mot race est une « ancienne catégorisation de l'espèce humaine selon des critères morphologiques ou culturels, sans aucune base scientifique et dont l'emploi est au fondement des divers racismes et de leurs pratiques ».
Selon le Trésor de la Langue Française Informatisé, le mot « race » signifie en biologie « Subdivision de l'espèce fondée sur des caractères physiques héréditaires, représentée par une population ». Plus précisément en anthropologie, ce mot signifie :
- « 1. Groupement naturel d'êtres humains, actuels ou fossiles, qui présentent un ensemble de caractères physiques communs héréditaires, indépendamment de leurs langues et nationalités. »
- « 2. Ensemble de personnes qui présentent des caractères communs dus à l'histoire, à une communauté, actuelle ou passée, de langue, de civilisation sans référence biologique dûment fondée »[33].

Le Grand dictionnaire terminologique de l'Office québécois de la langue française propose également plusieurs définitions. Ainsi, pour la biologie :
- « Subdivision de l'espèce, à caractères héréditaires, et dont les individus constituent une population définie par certaines limites de nature géographique, écologique, physiologique, biologique, morphologique, etc. »
- « Population d'une espèce qui montre des caractères héréditaires discontinus et distincts des autres populations ».

En ethnologie, il propose la définition suivante : « Regroupement d'êtres humains, qui se distingueraient par des traits physiques communs héréditaires, généralement la couleur de leur peau, sans aucun égard à leur langue, à leur culture ou à leur pays d'origine ». Une note précise : « Utilisé dès le XVIe siècle, le terme race désigne alors l'ensemble des membres (ascendants et descendants) d'une même famille, ou d'un même peuple. Appliqué dans le domaine zoologique, il sert à classer les variétés d'animaux, qui ont des traits communs héréditaires, comme les chiens ou les chevaux (d'où par exemple l'expression chien de race). Au XVIIIe siècle, la notion s'étend aux êtres humains. On tente alors un « découpage » de l'espèce humaine en races distinctes et selon une hiérarchie. Cette conception raciste du monde prend son essor au XIXe siècle, avec l'étude de la variété des races humaines, liée, entre autres, aux progrès de la science et à l'idéologie de la supériorité de la « race » blanche. Cet héritage intellectuel verra son apogée dans la doctrine nazie du XXe siècle. Les atrocités commises lors de la Deuxième Guerre mondiale ont forcé à une prise de conscience sur cette notion de « race », non fondée scientifiquement, et qui a servi d'assise au racisme et à ses pratiques. Elle a donc progressivement été abandonnée au profit de l'idée d'un être humain universel. La déclaration de l'Unesco datée du 20 juillet 1950 a d'ailleurs conclu que « l'humanité est une et que tous les hommes appartiennent à la même espèce ». On parlerait par exemple de race blanche, noire ou jaune, mais ces appellations sont péjoratives. »
Selon l'Encyclopædia Universalis (2006) :

« Utilisé pour signifier la différence entre les groupes humains, le mot « race » s'attache à des caractères apparents, le plus souvent immédiatement visibles. Les plus frappantes de ces différences sont chez l'homme la couleur de la peau, la forme générale du visage avec ses traits distinctifs, le type de chevelure [cf. ANTHROPOLOGIE PHYSIQUE]. Ces variations sensibles, sitôt reconnues, sont interprétées par le système de valeurs propre à chaque culture. Un tout jeune enfant blanc qui rencontre pour la première fois un enfant noir, et s'il n'a pas encore reçu de ses parents le schéma culturel raciste, se demandera pourquoi l'autre s'est mis de la couleur et, en lui serrant la main, il regardera la sienne pour voir si cette couleur déteint. Ce comportement marque la découverte d'une différence qu'il demandera à l'adulte d'expliquer ; ici commence le discours sur les « variétés dans l'espèce humaine ». »

Dans Le Racisme expliqué à ma fille, Tahar Ben Jelloun écrit :

« Le mot « race » ne doit pas être utilisé pour dire qu'il y a une diversité humaine. Le mot « race » n'a pas de base scientifique. Il a été utilisé pour exagérer les effets de différences apparentes, c'est-à-dire physiques. On n'a pas le droit de se baser sur les différences physiques — la couleur de la peau, la taille, les traits du visage — pour diviser l'humanité de manière hiérarchique c'est-à-dire en considérant qu'il existe des hommes supérieurs par rapport à d'autres hommes qu'on mettrait dans une classe inférieure. Je te propose de ne plus utiliser le mot « race ». »

Cela rejoignait la proposition faite par l'Unesco au lendemain de la Seconde Guerre mondiale de substituer l'expression « groupe ethnique », plus scientifique et incluant les composantes culturelles, au terme vague et confus de « race », lequel n'a pas de signification rigoureuse.
Toutefois, la notion de groupe ethnique ne reflète pas de composante biologique comme le fait la notion de race et constitue ainsi un substitut imparfait pour cette notion. Ainsi, dans une approche différenciée que l'on retrouve au sein de la vaste majorité de la communauté internationale dans le cadre de la Convention internationale sur l’élimination de toutes les formes de discrimination raciale, la notion de race humaine est parfaitement admise comme une réalité non seulement linguistique mais relevant également du fait social et distincte de l'ethnie. Par exemple, le législateur suisse, dans le contexte du phénomène raciste, fournit explicitement l'explication suivante sur les notions de race et ethnie contenues dans cette convention :

« Les motifs de distinction illicites visés par la Convention ne se limitent pas, comme on pourrait le croire à première vue, à des signes distinctifs physiques. Alors que la « race » et la « couleur » sont des caractéristiques biologiques et physiques, « l'ascendance » désigne l'appartenance sociale ; par la notion d'« origine nationale ou ethnique » viennent encore s'ajouter des composantes linguistiques, culturelles et historiques. De toute façon, la notion de race comprend des éléments subjectifs et sociaux : dans ce sens large — sociologique —, la race est un groupe d'êtres humains qui, en raison de caractères héréditaires et immuables, se considère lui-même ou est considéré comme différent des autres groupes. »

— FF 1992 III 265, 275,
La notion de « caractères héréditaires et immuables » évoquée ici est critiquable sur le plan scientifique car elle adopte un point de vue fixiste : un caractère héréditaire n'est pas, en réalité, immuable. Un tel processus d'essentialisation est courant dans les phénomènes de racisation. « Si les « races » humaines n’existent pas, des groupes racisés existent, constitués d’individus qui tendent à être traités comme l’incarnation de leur groupe d’appartenance et doivent donc apprendre à « faire avec ». »

## Historique de la notion

### Antiquité
En Égypte antique, on distinguait : les Rot ou Égyptiens, peints en rouge, les Namou, jaunes avec un nez aquilin, les Nashu, noirs avec des cheveux crépus, les Tenehou, berbères blonds aux yeux bleus. Cette classification ne s’appliquait qu'aux populations voisines de l'Égypte,.
Dans la Grèce antique, les divisions entre les peuples ne sont pas fondées sur des critères biologiques ; ce qui fait la différence entre un Grec et un Barbare n'est pas son origine mais sa connaissance de la langue et de la culture grecques.
L'Ancien Testament divise le genre humain entre les descendants des trois fils de Noé : Sem, Cham et Japhet.
Sem serait l'ancêtre des Juifs et des Arabes, Cham serait l'ancêtre des Égyptiens, des Berbères, des Éthiopiens et des Cananéens et Japhet serait l'ancêtre des Européens.
La malédiction de Canaan servit de justification à de nombreuses exactions dont le massacre biblique des Cananéens, les traites négrières ou le génocide des Tutsis ,.

### Âge classique
Au XVe siècle, la fin de la Reconquista dans la péninsule Ibérique voit le développement de l'idée d'une « pureté du sang » (limpieza de sangre) qu’il faudrait protéger de la souillure des descendants des Juifs et des Maures.
Un autre débat intervient après la découverte des Amériques, en particulier lors de la controverse de Valladolid : où faut-il placer, dans les théories existantes, les indigènes du Nouveau Monde ? Les premières « justifications » de l'idée de différences, physiques et de civilisation, ramenées à une infériorité et une étrangeté, consistent à soutenir qu'ils n'ont pas d'âme et ne sont pas, par conséquent, des êtres humains. Ce point de vue est ensuite utilisé pour justifier les traites négrières.
En 1684, François Bernier, médecin montpelliérain, de retour de longs voyages en Inde, utilise pour la première fois le mot « race » appliqué à des groupes humains, dans un article du Journal des sçavans, le plus ancien périodique littéraire et scientifique d’Europe. Cet article représente la première tentative théorique de diviser l’humanité en « races ».
À l'âge classique, la notion de race n'a pas une grande clarté, elle fait par ailleurs son apparition dans le discours de la guerre des races, étudié par Michel Foucault dans Il faut défendre la société. Henri de Boulainvilliers en est l'un des représentants. Ce discours se distingue fortement du racisme biologique du XIXe siècle, en ce qu'il conçoit la race comme une donnée historique, et non essentielle. De plus, il oppose au sein de la nation française deux races, les Gallo-Romains et les Francs. Membres de l'aristocratie, ces derniers règneraient en France en vertu du droit de conquête, et l'histoire de France serait celle de l'affrontement entre ces deux races, l'une autochtone (les Gallo-Romains, considérés comme inférieurs), l'autre allochtone (les Francs, considérés comme supérieurs).

### Le naturalisme du siècle des Lumières

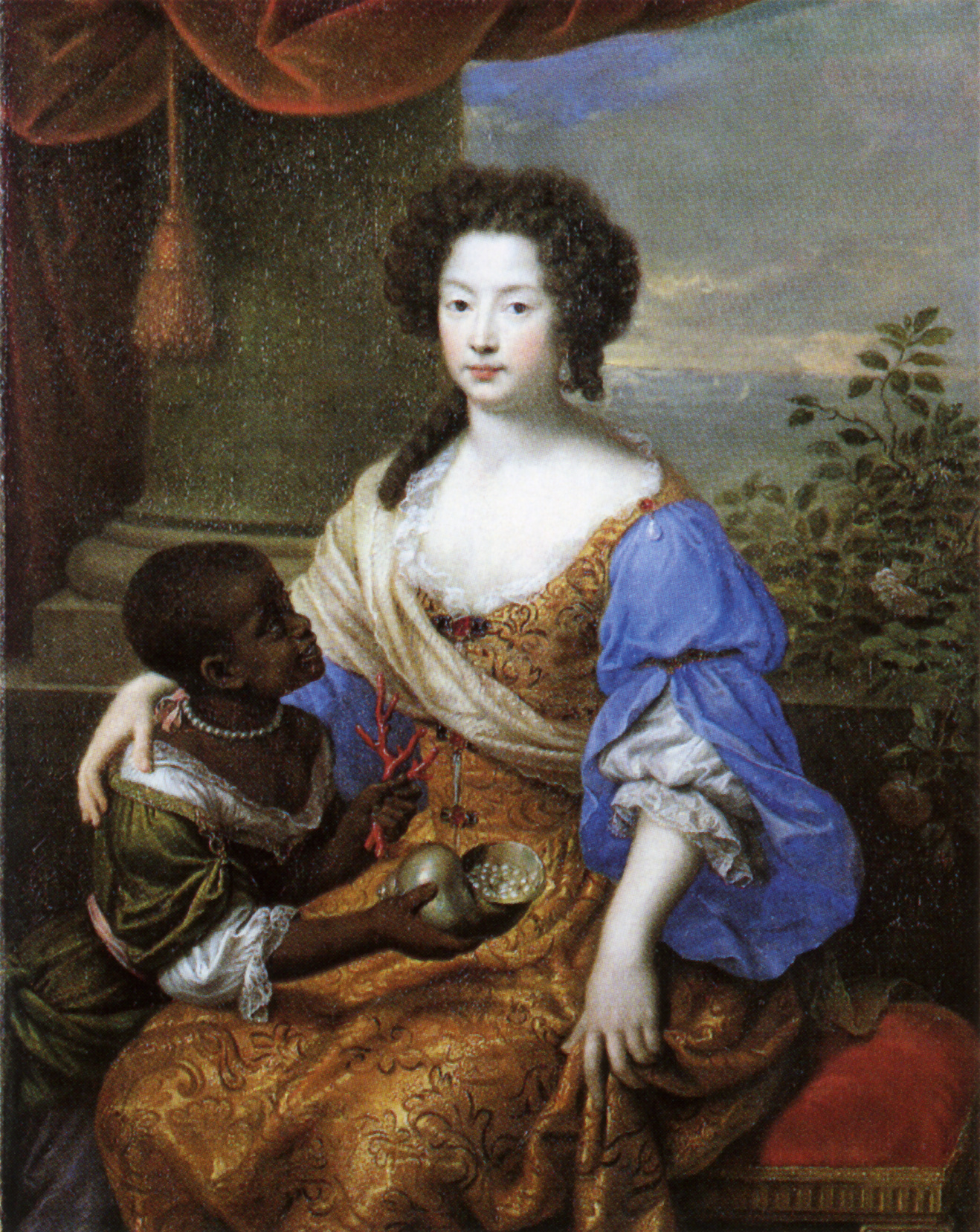
Représentation de Louise Renée de Penancoët de Keroual par Pierre Mignard, réalisé en 1682, exemple d’œuvre artistique où les personnes sont utilisées pour appuyer un discours graphique, le Noir n'étant présent que pour mettre en valeur la blancheur du sujet principal. Cette pratique contribuera à l'établissement, plus tard, chez les occidentaux, du concept de race.

Les différences visibles parmi les groupes humains entre types physiques ont produit, à l’âge de la science moderne — qui correspond à la découverte du « nouveau monde » où se découvrent d’autres populations — des tentatives visant à classifier l'espèce humaine en fonction de races, décrites généralement selon la couleur de la peau. Progressivement, d'autres critères sont apparus, avec l'émergence de l'anthropologie physique, de l'anthropométrie, la craniométrie.
La science naturelle débute en établissant des classifications, aux fins de répertorier puis de comparer les êtres vivants. Au XVIIIe siècle, Buffon et Carl von Linné sont les principaux naturalistes. Les êtres vivants sont classés par espèces et sous-espèces, familles, genres, mais il s'agit d'étudier les plantes et les animaux, et si certains useront plus tard du mot race, il est réservé aux animaux domestiques.
Avec Carl von Linné, apparaît pour la première fois, une classification à visée « scientifique ». Dans la dixième édition de son Systema naturae (1758), celle qui fait foi pour toutes les questions de nomenclature, le savant suédois divise l’Homo sapiens en quatre groupes fondamentaux (Homo sapiens europaeus, Homo sapiens americanus, Homo sapiens asiaticus, Homo sapiens afer).

### XIXesiècle
| Caucasoides - Aryens - Sémites - Hamites Negroides - African Negro - Khoïsan - Mélanesien - Negrito - Australoide Uncertain- Dravidien | Mongoloides - Mongol - Chinois et Indochinois - Japonais et Coréen - Tibetain - Polynesien - Māori - Micronesien - Eskimo |

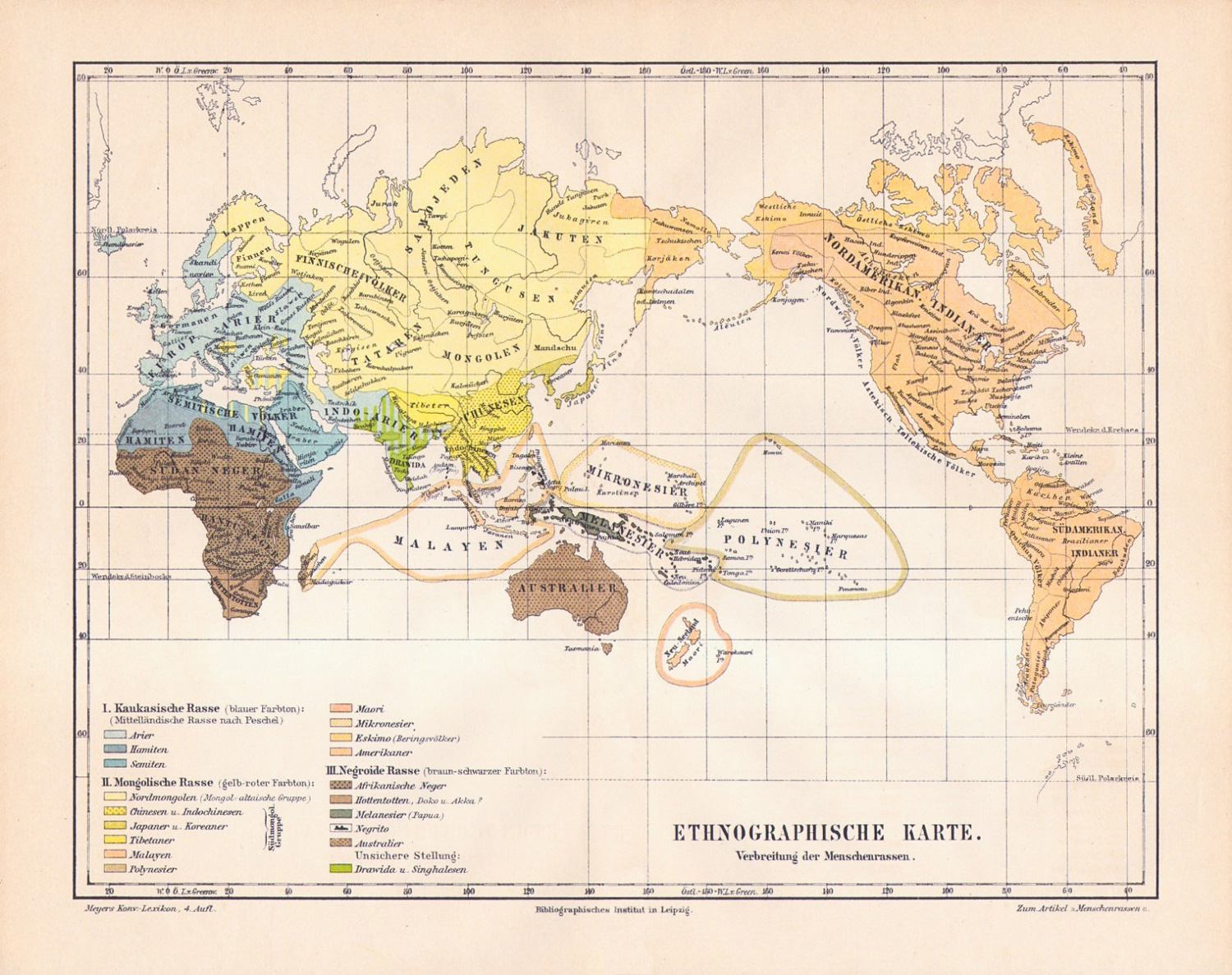
Carte ethnographique : Meyers Konversations-Lexikon, 4e édition, 1885-90, T11, p. 476.

L’étude à prétention scientifique des races, ou racialisme, se développe dans la deuxième moitié du XIXe siècle, après avoir été amorcée au siècle des Lumières par les inventeurs de l'anthropologie, de l'anthropométrie et de la craniométrie. Parmi les premiers théoriciens à tenter d'établir scientifiquement l'existence de diverses races biologiques au sein de l'espèce humaine, on peut citer Johann Friedrich Blumenbach (De Generis Humani Varietate Nativa 1775), Emmanuel Kant (Des différentes races humaines 1775), le zoologiste hollandais Petrus Camper, l'Américain Samuel George Morton, Arthur de Gobineau, Paul Broca, Francis Galton, Josiah C. Nott, George Gliddon (deux élèves de Morton), William Z. Ripley, son adversaire Joseph Deniker, l'eugéniste Madison Grant, Georges Vacher de Lapouge, Lothrop Stoddard, Charles Davenport, etc.
Elle peut être liée à la conception d’une hiérarchie des races, initiée notamment par Arthur de Gobineau (1816-1882), dans son Essai sur l'inégalité des races humaines publié en plusieurs tomes de 1853 à 1855 souvent compris comme prônant la supériorité de la « race blanche » sur les autres races. Il fonde sa classification raciale non sur le taux de mélanine dans le corps (la pigmentation de l'épiderme) mais sur les conditions géographiques et climatiques. Il divise l'humanité en trois grandes races distinctes, blanche, jaune et noire (en incluant, en outre, la race dégénérée). Au travers de romans anthropologiques, il décrit des « races » qui se rencontrent, se mélangent et dégénèrent à la suite des métissages. La race la plus « forte » finit par vaincre la plus faible.
Aux États-Unis, son œuvre est traduite en 1856 par Henry Hotze, avec un appendice de Josiah Clark Nott, un disciple de Samuel George Morton et l'un des chefs de file du mouvement polygéniste, qui affirmait la différenciation, dès ses origines, de l'humanité en différentes races.
Charles Darwin répondit aux arguments polygénistes et créationnistes avancés par Nott en soutenant le monogénisme dans La Filiation de l'homme et la sélection liée au sexe (1871). Il défend la thèse selon laquelle les différentes races humaines sont le produit de la sélection sexuelle et non de la sélection naturelle étant donné l'absence d'éléments probants concernant l'effet sur la survie des différents traits associés à chaque type racial[réf. nécessaire].
Un manuel d'histoire de 1887, utilisé dans les écoles, commence ainsi :

« On distingue trois races humaines :
- la race noire (descendants de Cham) peupla l'Afrique, où elle végète encore ;
- la race jaune (descendants de Sem) se développa dans l'Asie orientale, et les Chinois, ses plus nombreux représentants, gens d'esprit positif, adonnés aux arts utiles, mais peu soucieux d'idéal, ont atteint une civilisation relative où ils se sont depuis longtemps immobilisés ;
- la race blanche qu'il nous importe spécialement de connaître, a dominé et domine encore le monde. »

Ernest Renan s'attache à donner une définition culturelle de la nation, qu'il oppose à la définition allemande, issue de Fichte, de la nation comme communauté biologique d'appartenance :

« La vérité est qu'il n'y a pas de race pure et que faire reposer la politique sur l'analyse ethnographique, c'est la faire porter sur une chimère. Les plus nobles pays, l'Angleterre, la France, l'Italie, sont ceux où le sang est le plus mêlé. L'Allemagne fait-elle à cet égard une exception ? Est-elle un pays germanique pur ? Quelle illusion ! Tout le Sud a été gaulois. Tout l'Est, à partir d'Elbe, est slave. Et les parties que l'on prétend réellement pures le sont-elles en effet ? Nous touchons ici à un des problèmes sur lesquels il importe le plus de se faire des idées claires et de prévenir les malentendus. »

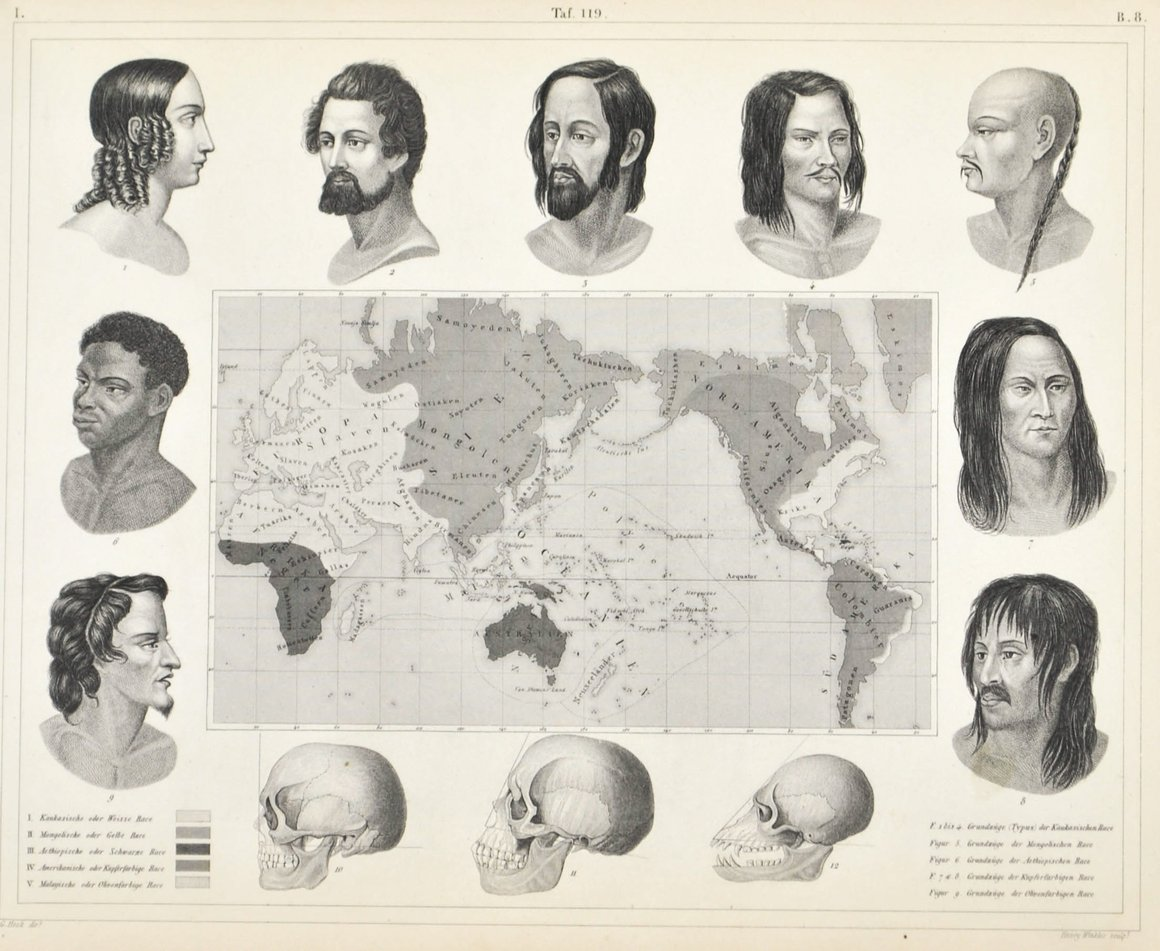
Variétés de l'humanité, carte basée sur les théories de l'anthropologue Johann Friedrich Blumenbach ; Iconographic Encyclopedia of Science, Literature and Art - 1851
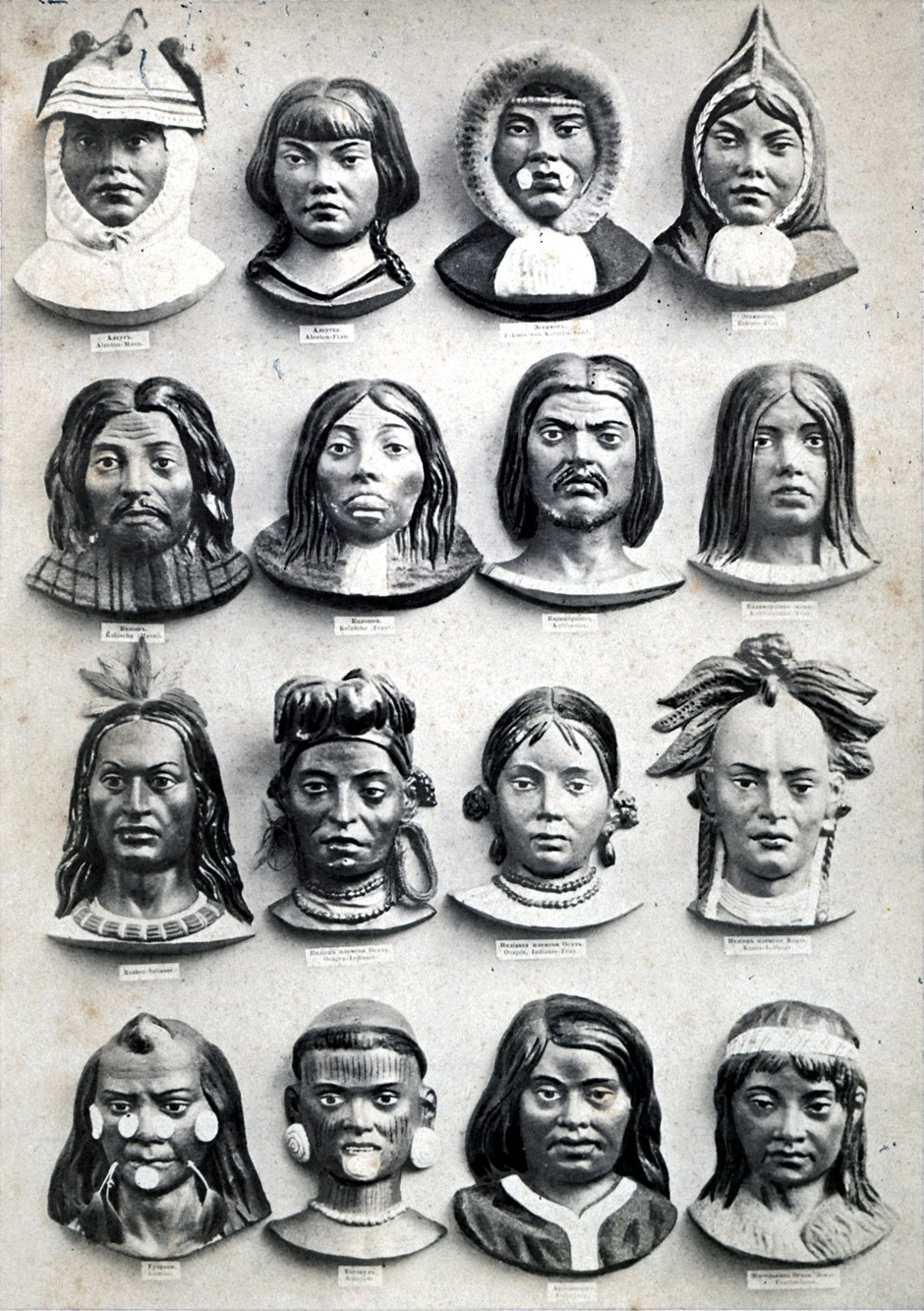
« Types principaux des différentes races humaines, dans les cinq parties du Monde », d'après Karl Ernst von Baer, 1862.

### XXesiècle
Joseph Deniker publie en 1926 une réédition de son ouvrage Races et peuples de la terre où il découpe l'humanité en quatre « groupes raciaux », 27 « races » et 22 « sous-races ». Le système de Deniker sert largement de modèle pour les raciologues tout au long du siècle jusqu'à au moins le second tiers du XXe siècle,.
Après la Seconde Guerre mondiale, l’Unesco a publié quatre études rassemblant un grand nombre de savants et penseurs. La plus importante, intitulée La Question des races (1958) précise la dimension exclusivement biologique de la notion de race humaine. Après-guerre, la notion de race est de moins en moins intégrée à la démarche anthropologique, dont l'objet repose essentiellement sur les productions sociologiques et psychologiques des cultures humaines. L'anthropologie, par ses observations et son mode de fonctionnement, s'avère incapable de déterminer la race. Parmi les contributions majeures, celle de Claude Lévi-Strauss intitulée Race et Histoire réfute la thèse de Gobineau, socle du racialisme, et démontre la dimension dynamique et non statique de la diversité des cultures humaines. Il pointe par ailleurs l'ethnocentrisme qui sous-tend l'idée que les cultures humaines se seraient construites indépendamment les unes des autres : « Beaucoup de coutumes sont nées, non de quelque nécessité interne ou accident favorable, mais de la seule volonté de ne pas demeurer en reste par rapport à un groupe voisin qui soumettait à un usage précis un domaine où l’on n’avait pas songé soi-même à édicter des règles ». Pour Claude Lévi-Strauss, contester cet état de fait revient à « répudier purement et simplement les formes culturelles : morales, religieuses, sociales, esthétiques, qui nous sont les plus éloignées de celles auxquelles nous nous identifions ».
La distinction entre une théorie scientifique, soit la biologie dans ses divers aspects, et l’utilisation qui peut en être faite (idéologique et politique) est, en principe, clairement établie aujourd’hui par les travaux des épistémologues tels François Jacob ou Georges Canguilhem, qui parlait à ce sujet d'idéologie scientifique, et des philosophes et anthropologues tels Claude Lévi-Strauss.

## Race et anthropométrie
Les partisans du classement de l’espèce humaine en races cherchèrent un instrument de mesure susceptible de donner des critères de différenciation[Quand ?]. Ils recensèrent ainsi des caractères phénotypiques visibles, soit le premier moyen de catégoriser l’espèce humaine en différentes races. La méthode consistait à cette époque à étudier ces caractères physiques de manière systématique : c’était la naissance de l'anthropométrie comme moyen de quantifier les différences au sein de l’espèce humaine.
Grâce à cet outil furent définies des « races humaines » en fonction de leurs caractéristiques physiques : pigmentation, forme du visage et du crâne (craniométrie), etc. et également les caractéristiques sanguines des « races ». Cette définition implique d’une certaine façon l’existence d’une « pureté raciale », illustrée par des individus « type ». La discipline passionna ceux qui s’intéressaient à la classification des « races » et qui étaient persuadés de leur existence.
Certains auteurs distinguaient plusieurs dizaines jusqu'à une cinquantaine de « races » mais tous accordaient dans leurs descriptions une place particulière à de grands ensembles en nombre limité, le plus souvent basés sur la pigmentation de la peau.
L'anthropométrie a largement nourri les discours et politiques racistes. La période du nazisme vit ainsi se multiplier des expositions détaillants des caractères physiques, pour « apprendre » à reconnaître les races humaines.
L'analyse génétique a aujourd'hui fortement remplacé l'anthropométrie, à ceci près que les études de populations n'ont montré qu'une diversité humaine, impossible à catégoriser selon les paramètres de l'anthropométrie.

## Des taxinomies raciales occidentales
La classification établie par Johann Friedrich Blumenbach à la fin du XVIIIe siècle, divisait l'espèce humaine en cinq « races », bien que son auteur était monogéniste. Ces races étaient : caucasienne ou blanche, mongole ou jaune, malaise ou marron, noire, Indiens d'Amérique ou rouge. Cette classification a été couramment utilisée jusqu'au début du XXe siècle. C'est alors que l'Américain William Z. Ripley et le français Joseph Deniker proposent des classifications qui divisent les peuples européens en sous-catégories.

### En France
En 1900, Joseph Deniker divise les peuples européens en six races principales (littorale, ibéro-insulaire, occidentale, adriatique, nordique, orientale) et quatre secondaires (subnordique, vistulienne, nord-occidentale, subadriatique). En 1933, George Montandon divise l'espèce humaine en cinq « grand'races » (europoïde, mongoloïde, négroïde, vedd-australoïde, pygmoïde) elles-mêmes divisées en vingt « races », puis en « sous-races » et pour finir en « groupes somatiques ». En 1944, Henri Victor Vallois propose de diviser l'humanité en quatre groupes (primitifs, noirs, blancs, jaunes) répartis en vingt-sept « races »,.

### En Allemagne

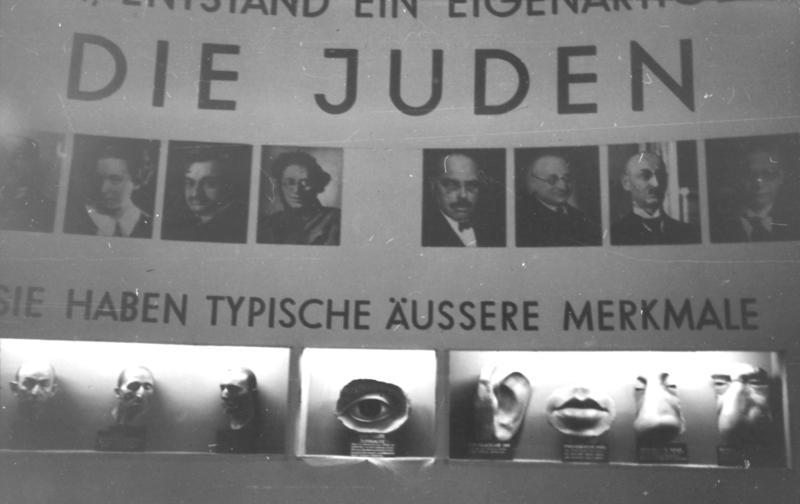
Une vitrine de l'exposition de propagande nazie Le Juif éternel montrant les traits anatomiques « typiques » attribués aux Juifs.

En Allemagne les principales classifications furent établies au cours de la première partie du XXe siècle par Egon von Eickstedt (de), puis par Hans Günther. Elles donnèrent jusqu'à un certain point naissance à l'opposition supposée entre « sémites » et « aryens » faite par les nazis, et servant en partie à justifier la mise en œuvre de la « solution finale ».

### Aux États-Unis
Aux États-Unis, les principales classifications, pour des usages scientifiques, furent établies par William Ripley et Carleton Coon. Le débat à l'intérieur de la communauté savante concernant le découpage des différentes races est toutefois à distinguer de l'usage évolutif et varié de catégories raciales dans les différents recensements. On observe, des variations très significatives dans les instructions données aux agents chargés de ces « découpages ». Dans ces recensements, opérés à partir de 1790, la race désigne tantôt une couleur de peau (ainsi « Blanc » et « Noir », seules catégories utilisées de 1790 à 1850), tantôt une appartenance ethnique (ainsi « Eskimo » et « Aléoute », catégories qui apparaissent dans les années 1960 et sont généralisées, au niveau national, en 1980), tantôt une religion (ainsi la catégorie « Hindou », introduite en 1910), tantôt une nationalité ou une origine nationale (ainsi les catégories « Chinois » ou « Japonais », introduites respectivement en 1860 et 1870). À côté du champ scientifique et du champ du recensement, la catégorie de race fait l'objet d'une construction juridique spécifique (en).

## Précision, refus et abandon de la notion de race
La grande variabilité des traits physiques empêche de les attribuer uniquement à une race. En effet, la grande majorité des caractères physiques sont quantitatifs. Une même couleur de peau peut être retrouvée dans des groupes très éloignés et inversement on constate des différences importantes à l'intérieur de groupes donnés (de là la discussion, en Amérique latine et aux États-Unis, à propos des différents teints de noirs, ou la classification élaborée, dès la colonisation européenne des Amériques, afin de hiérarchiser les individus issus du métissage de groupes ethniques distincts en fonction de la couleur de leur peau). Tout ce panel possible de variété découle du métissage. Ce métissage, s'il est suffisant pour créer des formes intermédiaires, n'invalide pas véritablement l'existence de races humaines en tant que telles. Pour certains auteurs, l'existence d'une variation graduelle vient au contraire valider la pertinence de formes non métissées.[Qui ?]
L'usage criminel de la notion de « race » au cours de la Seconde Guerre mondiale par le régime nazi et l'absence de catégorisations fiables liées à cette notion font que les anthropologues n'utilisent plus ce type de classification.
Les approches des sciences humaines anthropologiques, études comparatives des civilisations, ethnologiques, politiques et sociologiques, ont eu à abandonner cette notion basée sur la biologie, difficilement exploitable dans leur matière.
D’autre part, la période de la politique d’extermination raciste du nazisme a forcé, après guerre, à réfléchir de manière critique à cette notion de race humaine, et soit à l’abandonner, soit à ne la conserver que dans un sens métaphorique, c’est-à-dire de groupement culturel mais non plus de classe biologique. Les exactions que le nazisme justifiait au nom de la sauvegarde d'une pseudo-« race aryenne », entraînèrent une rectification dans le sens de l'antiraciologie. Dans son édition de juillet-août 1950, sous le titre « Les Savants du monde entier dénoncent un mythe absurde… le racisme », le Courrier de l’Unesco publie la « déclaration sur la race ». Il s’agit d’un document rédigé en décembre 1949 par un groupe international de chercheurs qui précisent la notion de race et affirment l’unité fondamentale de l’humanité.
Claude Lévi-Strauss analyse les mécanismes de la constitution de l’idéologie raciste, en termes de différenciations de races :

« Le péché originel de l’anthropologie consiste dans la confusion entre la notion purement biologique de race (à supposer que […] cette notion puisse prétendre à l’objectivité), et les productions sociologiques et psychologiques des cultures humaines. »

Levi-Strauss affirme que si les groupes humains se distinguent, et pour autant qu’ils sont à distinguer, c'est uniquement en termes de culture. En effet, c'est uniquement par la culture que les groupes humains ou sociétés se départagent et se différencient ; pas selon la nature que serait la nature biologique. S’il y a bien lieu de maintenir les distinctions, elles ne relèvent pas de l’étude de la biologie, mais de l’anthropologie au sens large. Le racisme consiste précisément dans le contraire, en faisant d’un phénomène culturel un phénomène prétendument physique, naturel et biologique. Levi-Strauss explique dans Race et Histoire (qui sera aussi publié par l'Unesco) que la très grande diversité culturelle, correspondant à des modes de vie extraordinairement diversifiés, n’est en rien imputable à la biologie : elle se développe parallèlement à la diversité biologique. Il a repris ses analyses dans un ouvrage ultérieur et plus détaillé, Le Regard éloigné.
Dans un Rapport au président de la République qui date de 1979, sur les questions de « sciences de la vie et société » (titre de l’ouvrage), François Gros, François Jacob et Pierre Royer font précisément le point sur les rapports entre connaissances en matière de sciences de la vie et société. Dans un travail engageant toute la communauté scientifique — les membres de l’Académie des sciences, du CNRS, des professeurs d’université, du Collège de France, les « Sages » du Comité national de la recherche, intéressés à la biologie l'ont suivi et y ont contribué — ils disent ceci :
« Depuis plus d’un siècle, et ces temps-ci encore, on n’a que trop tenté d’utiliser des arguments tirés de la biologie pour justifier certains modèles de sociétés. Darwinisme social ou eugénisme, racisme colonial ou supériorité aryenne, […] les idéologies n’ont guère hésité à détourner les acquis de la biologie… »
 Ils mettent également en valeur une certaine opposition entre la biologie et les autres matières scientifiques : 
« les acquis de la biologie moderne vont, pour la plupart, à l'encontre des idées les plus communément admises aujourd'hui. »

Aux États-Unis depuis le début des années 2000, le concept de race applicable à l'espèce humaine est de nouveau débattu,,,,. Le 1er juillet 2009, Osagie K. Obasogie, professeur de droit à l'Université de Californie, dans un article intitulé Le Retour du mythe de la race ?, critique le renouveau de la notion de race dans le domaine biologique depuis le début des années 2000 à la suite des découvertes faites dans le cadre du projet de génome humain. En particulier, O. K. Obasogie souligne que « la distribution des variations génétiques ne se recoupe pas avec les catégories raciales. » Finalement, O. K. Obasogie conclut que : 
« Sans précautions, l'utilisation commerciale et légale des biotechnologies peut contribuer à faire revivre le mythe de la validité scientifique des constructions sociales des catégories raciales ; celles-ci se reflèteraient dans les différences et variétés génétiques humaines et les situations sociales et sanitaires des groupes raciaux seraient déterminés par des prédispositions génétiques plutôt que par les comportements sociologiques et les pratiques institutionnelles. Compte tenu des conséquences dramatiques qui ont été provoquées dans le passé par le lien dressé entre les découvertes biologiques avec les hiérarchies raciales, nous ne pouvons pas nous permettre d'ignorer le risque que les nouvelles techniques puissent faire resurgir les vieilles théories raciales. Il en va de l'avenir de nos concepts de race et d'égalité. »
 La série de programmes scientifiques pour la télévision Nova qui a diffusé le 15 février 2000 une émission relative aux origines des premiers habitants du continent américain donne un exemple de ce débat : une des têtes de chapitre de l'émission était intitulée Les races existent-elles ? et consistait en un échange de point de vue entre deux anthropologues américains, chacun défendant le sien.

### La culture comme principal critère de différenciation

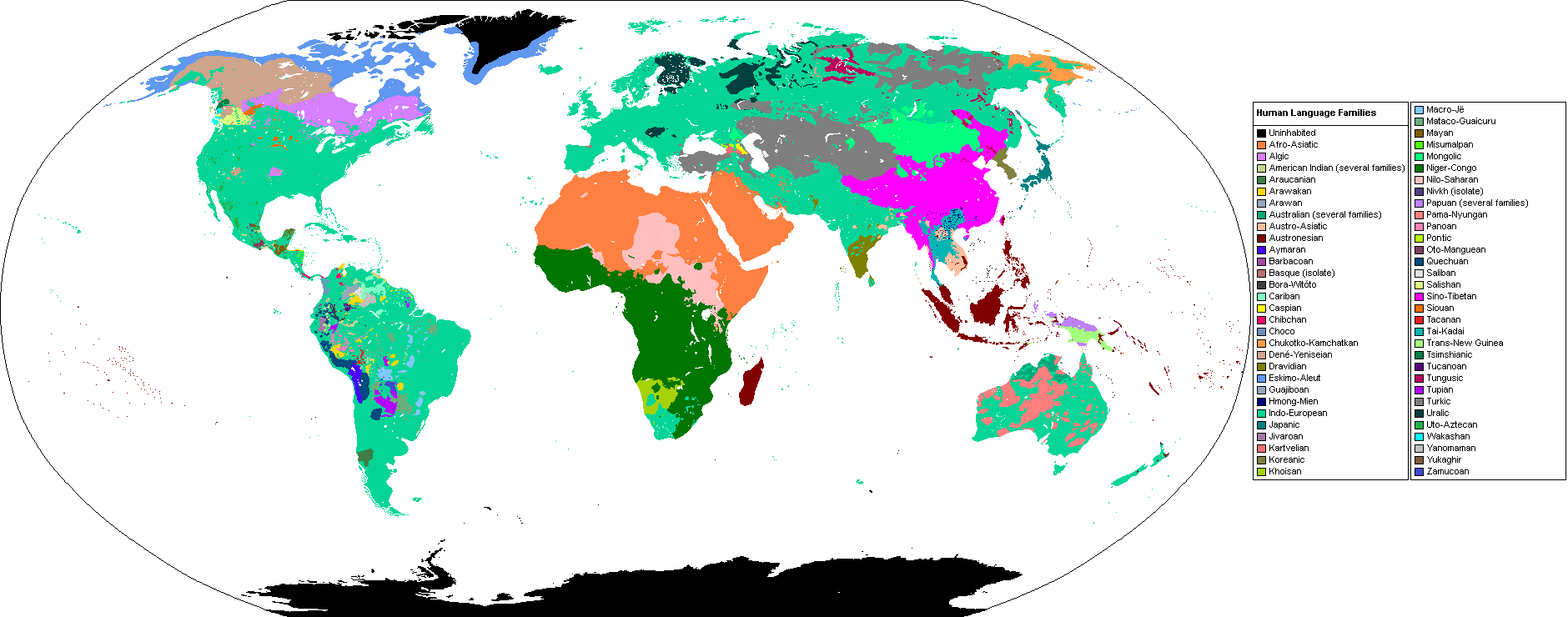
Répartition des principales familles et regroupements géographiques de langues dans le monde.

Les ethnologues estiment que, mises à part les différences génétiques et phénotypiques, les populations humaines sont principalement différenciées par leurs us et coutumes qu'elles se transmettent de génération en génération. L’espèce humaine se caractérise donc par une très forte dimension culturelle. C'est pourquoi le concept d’ethnie est de nos jours préféré à celui de race, en ethnologie. Les différences culturelles permettent de définir des ethnies extrêmement nombreuses. La notion de nation comme de communauté religieuse, de même, s’abstrait de la notion de race ou d'ethnie : ce qui compte pour la définir est moins ce que ses membres sont que ce qu’ils souhaitent en commun.
Pour Robert Barbault, repris dans La Photosynthèse du chat - Ou l'écologie expliquée à ma fille de Michet Lamy, la « diversité culturelle peut donc être tenue pour une composante naturelle de la biodiversité, comme l’aboutissement ultime de notre propre évolution. Elle a bien, de ce point de vue, la même fonction que la biodiversité pour les autres espèces ». La diversité humaine est donc génétique, avec ses conséquences phénotypiques, mais aussi culturelles. Et il importe de bien distinguer les deux domaines, pour ne pas recréer, même involontairement, des discours racistes et non scientifiques.
Les différences culturelles apparaissent dans cette optique comme les plus importantes, quand bien même elles peuvent d’ailleurs contribuer à modifier ponctuellement les traits (par exemple, le petit pied des chinoises, les « femmes-girafes » (Padaung) au Myanmar, etc. sont des modifications culturelles) et participent à la dynamique du groupe. Un élément de la question est de savoir si un isolement géographique ou culturel peut entraîner la sélection de gènes spécifiques, donc de savoir si un peuple ou une ethnie peut constituer une race.
Il faut par ailleurs remarquer, comme le signale le biologiste Stephen Jay Gould, que des facteurs culturels qui favorisent ou au contraire dissuadent certaines unions conjugales sont de nature à développer à très long terme un processus de spéciation. Cependant, selon Jacques Ruffié, du Collège de France, les groupes humains convergent depuis environ six mille ans. L’homme moderne (Homo sapiens) a connu de courtes périodes d’isolement de groupes ethniques, mais aussi beaucoup de mélanges. Seuls des groupes isolés, et numériquement très petits (Basques, Népalais, par exemple), ont pu générer des différences avec les autres, et manifester des populations stables d’un point de vue taxonomique, c’est-à-dire présentant des différences génétiques significatives et héréditaires. Le processus de mondialisation et de métissage des cultures et des individus réduit très fortement les possibilités de tels modes de vie autarciques.
Dans la pratique, la durée d’une société (et donc d’une culture) humaine semble en effet faible devant celle qui serait nécessaire à la séparation de traits physiques. Chez l’être humain, l’impact de la culture ne semble donc pas suffisamment grand pour expliquer une différenciation en races.

## Relation entre race et évolution

### Une origine commune, des groupes séparés
Dans les thèses racialiste, deux hypothèses ont été proposées pour expliquer l'origine de l'Homme : le polygénisme prétendait que l'humanité était dès le départ divisée en races distinctes ; tandis que le monogénisme imaginait une origine commune à l'Humanité qui se serait ensuite subdivisée en plusieurs races isolées, théorie soutenue par Blumenbach, par exemple. Les recherches actuelles, tant en génétique qu'en archéologie, situent le berceau de l’Homo sapiens en Afrique. À partir de ce point central, des groupements humains auraient migré vers tous les continents, y compris l’Europe déjà peuplée de Néandertaliens (Homo neanderthalensis), dont l'avancée était de quelques dizaines de kilomètres par génération.
Il existe des preuves d'hybridation entre les humains archaïques et modernes pendant le Paléolithique moyen et le Paléolithique supérieur précoce. L'hybridation s'est produite plusieurs fois et ce, de manière indépendante. Certaines populations humaines sont ainsi issues de l'hybridation avec des Néandertaliens, des Denisoviens, ainsi que plusieurs hominidés non identifiés.
Bien que les récits de l'évolution humaine soient souvent controversés, les preuves ADN montrent que l'évolution humaine ne peut plus être considérée comme une simple progression linéaire ou ramifiée, mais comme un mélange d'espèces apparentées. En fait, la recherche en génomique a montré que l'hybridation entre des lignées substantiellement divergentes est la règle, et non l'exception, dans l'évolution humaine. De plus, on soutient que l'hybridation était une force motrice essentielle dans l'émergence des humains modernes.

## L'apport de la génétique

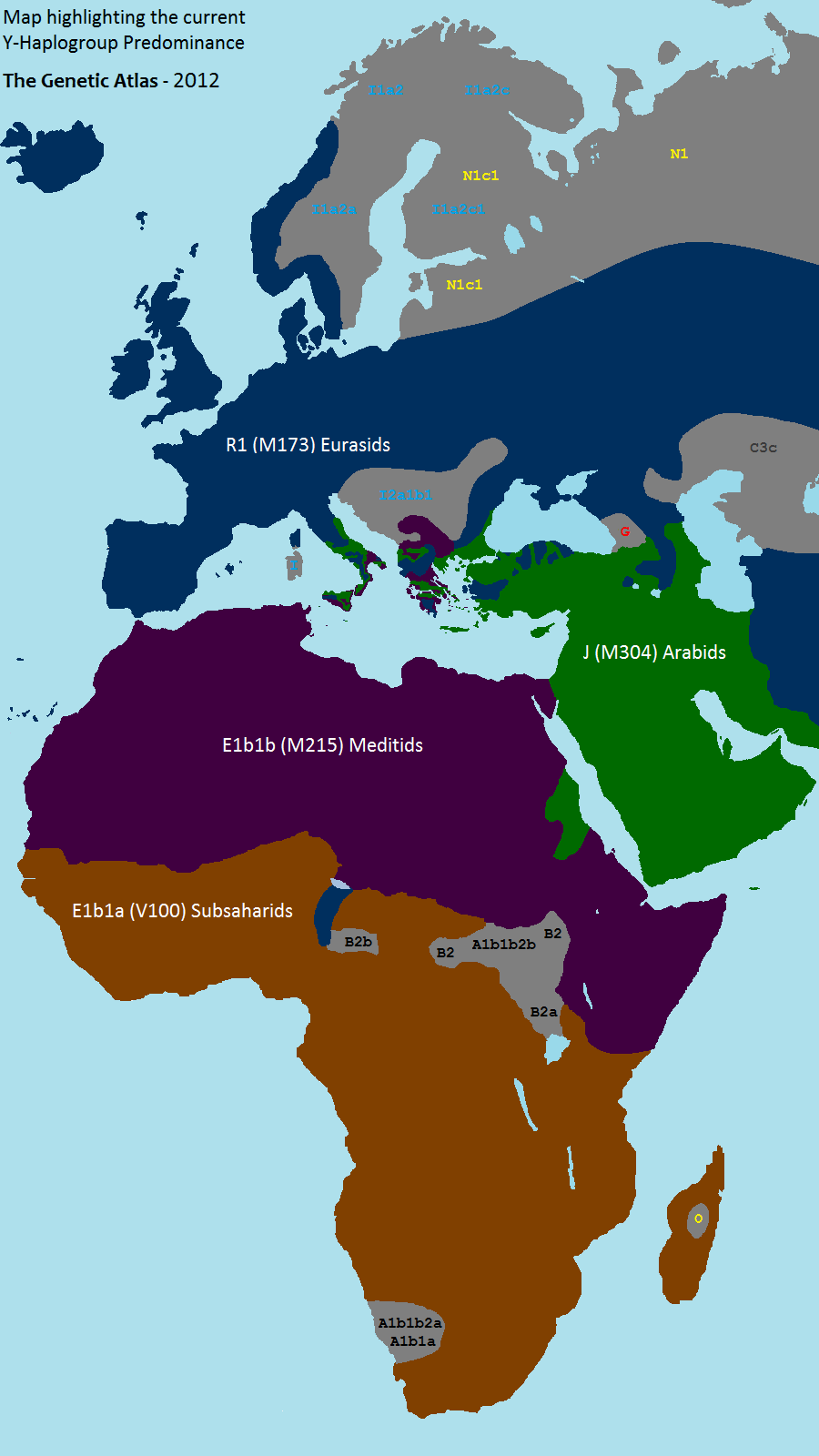
Y-Haplogroupes en Europe, en Afrique et au Moyen-Orient.

L’essor de la génétique et l’apparition de la génétique des populations permet d’approfondir la question de la pertinence de la notion de race au sein de l’espèce humaine. L’étude quitte alors le terrain de la simple biométrie pour s’intéresser aux mécanismes régissant l’évolution de l’espèce humaine. Avec l’étude de la variabilité génétique de l’humanité apparait notamment un outil qui semble plus puissant que tous ceux utilisés jusqu’alors dans l’étude des races.
Selon Albert Jacquard, la notion de race implique un isolement prolongé empêchant tout échange génétique avec des groupes extérieurs : si cette condition est aisément applicable aux animaux domestiques, il note qu'« il y a quelques dizaines de milliers d'années, alors que l'humanité ne comportait que quelques millions d'individus répartis sur d'immenses espaces, des différences génétiques significatives ont pu s'établir entre les divers groupes, et ceux-ci auraient pu être, à juste titre, répartis entre plusieurs races. Il se trouve que, dans l'état actuel de l'humanité, les échanges multiples et incessants ont enlevé pour le généticien toute signification à une telle classification ».
En 2003, l'université Stanford a publié une étude dont le but était de vérifier la validité du concept de race humaine, dans le cadre de l'autodéclaration en vigueur aux États-Unis. Leur conclusion est que l'auto-identification raciale est assez précise pour continuer à être utilisée dans le cadre médical.
En 2008, la revue Science a publié l'étude génomique la plus complète jamais effectuée qui compare 650 000 nucléotides chez 1 064 individus appartenant à 51 populations déclarées. Le travail réalisé par les 11 auteurs a permis d'établir un arbre de parenté probable de 938 individus, cet arbre de probabilités prédit avec une bonne précision l'origine géographique des individus. L'étude confirme les résultats des travaux antérieurs, basés sur les microsatellites (non codants) concernant l'origine par continents des individus. Par ailleurs elle confirme l'hypothèse selon laquelle l'espèce Homo sapiens a une origine africaine et que la majorité de la variation génétique dans l'espèce se retrouve entre individus dans les branches d'apparentements plutôt qu'entre elles ; il n'y a donc pas de populations isolées génétiquement au sein de l'espèce humaine,.
Plusieurs études génétiques récentes tendent à réfuter l’existence d’une « race européenne » aux contours bien précis et qui serait exempte de toute influence biologique extra-européenne. En effet, selon une étude de l'expert Chao Tian, en 2009, ayant calculé les distances génétiques (Fst) entre plusieurs populations en se basant sur l’ADN autosomal, les Européens du Sud, tels que les Grecs et Italiens du Sud, apparaissent soit à peu près autant distants des Arabes du Levant (Druzes, Palestiniens) que des Scandinaves et Russes, soit plus proches des premiers. Un Italien du Sud est ainsi génétiquement deux fois et demi plus proche d'un Palestinien que d'un Finlandais,, mais une telle distance avec les Finlandais n'est pas représentative des distances entre les Européens ; elle s'explique parce que les Finlandais sont mélangés avec des asiatiques sibériens, d'affinité proche des Sami. Les Finlandais sont donc un peuple génétiquement assez isolé des autres européens (y compris des Scandinaves et des Russes), ce qui les éloigne du reste des européens sur le plan des distances génétiques. De même les Italiens du Sud constituent un groupe plus distant. Plus globalement les principaux peuples européens montrent une grande proximité génétique entre eux qui les différencient nettement des populations extra-européennes. De même en avril 2011, Moorjani et ses collègues, ayant analysé plus de 6 000 individus provenant de 107 populations différentes en utilisant une nouvelle méthode d'estimation des origines ancestrales, ont montré que presque toutes les populations sud-européennes présentaient une proportion de gènes d'Afrique sub-saharienne située entre 1 et 3 % (3,2 % au Portugal, 2,9 % en Sardaigne, 2,7 % en Italie du Sud, 2,4 % en Espagne et 1,1 % en Italie du Nord). Ce flux de gènes africains aurait pu se produire, selon les auteurs, par l'intermédiaire des Nord-Africains à la fin de l'Empire romain, et lors des conquêtes musulmanes qui ont suivi.

### Génotype et phénotype
L’anthropomorphisme classifiant[Quoi ?] a pu s’appuyer sur la biométrie, tandis que la génétique s’appuie sur la notion de « gènes communs et exclusifs à un groupe d'individus », pour tenter de définir précisément des caractéristiques communes, susceptibles de donner un contenu scientifique à la notion de race. Si les gènes ont des répercussions sur l’aspect visible de l’être, le fait que deux êtres soient différents ne signifie cependant pas que leurs gènes soient très différents. Ainsi, le degré de couleur de la peau est déterminé par trois gènes permettant la production de mélanine ; tous les humains produisent de la mélanine (sauf ceux atteints d'albinisme), donc tous les humains ont des variantes (allèles) de ces trois gènes, allèles à expression plus ou moins marquée.
Les analyses ADN montrent ainsi que l’espèce humaine possède déjà un peu plus de 98,6 % de son génome en commun avec les chimpanzés, et qu'elle partage le même patrimoine génétique à 99,8 %. Les différences entre hommes et singes sont dues à seulement quelques dizaines de gènes. Les apparentes différences anatomiques et physiologiques à l’intérieur de l’espèce humaine sont dues à un nombre encore plus restreint de gènes. Difficile, dès lors, d’arriver à isoler des gènes « types », différenciant diverses populations.
La compatibilité des tissus pour les dons d'organe (cœur, rein…) ou de sang ne dépend pas du groupe ethnique du donneur et du receveur ; et, à l’extrême, le donneur doit être un membre proche de la famille du receveur (comme pour les dons de moelle), le nombre de donneurs compatibles se comptant sur les doigts d’une main parmi les milliards d’individus, ce qui ne correspond pas non plus à la notion de « race » communément admise. On peut donc en déduire que les différences externes, qui ont servi à définir initialement les races, ne sont d’aucune utilité dans ce domaine, et sont très éloignées des considérations biochimiques.
En génétique des populations, le terme « race » est rarement utilisé. Un changement progressif du phénotype d'une population d'une région étendue est un cline, qui reflète mieux les nombreuses différences des phénotypes humains.

### Variabilité génétique: un outil de classification

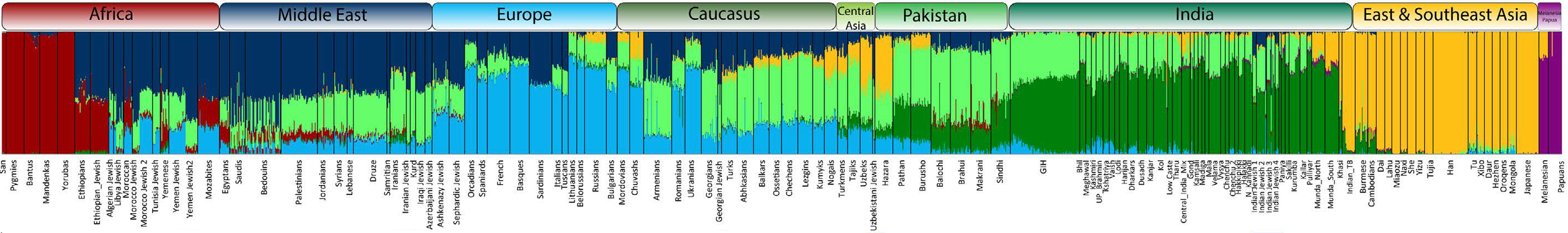
Quelques marqueurs génétiques permettent de retrouver l'origine géographique des individus (Gyaneshwer Chaubey et al., 2016).

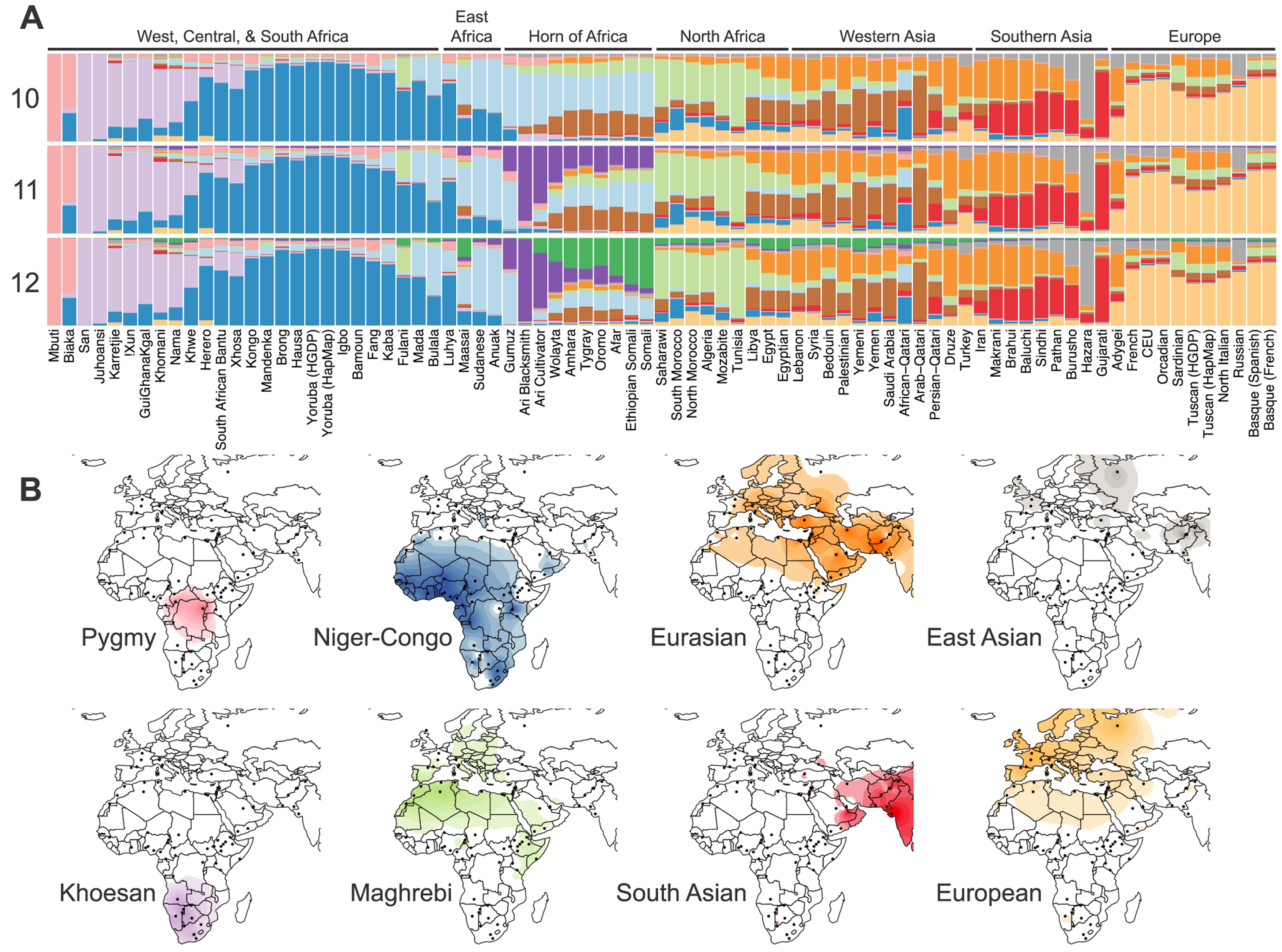
Analyse des ADMIXTURES pour 81 populations à partir de 16 420 SNPs. (Hodgson JA, Mulligan CJ, Al-Meeri A, Raaum RL., 2014).

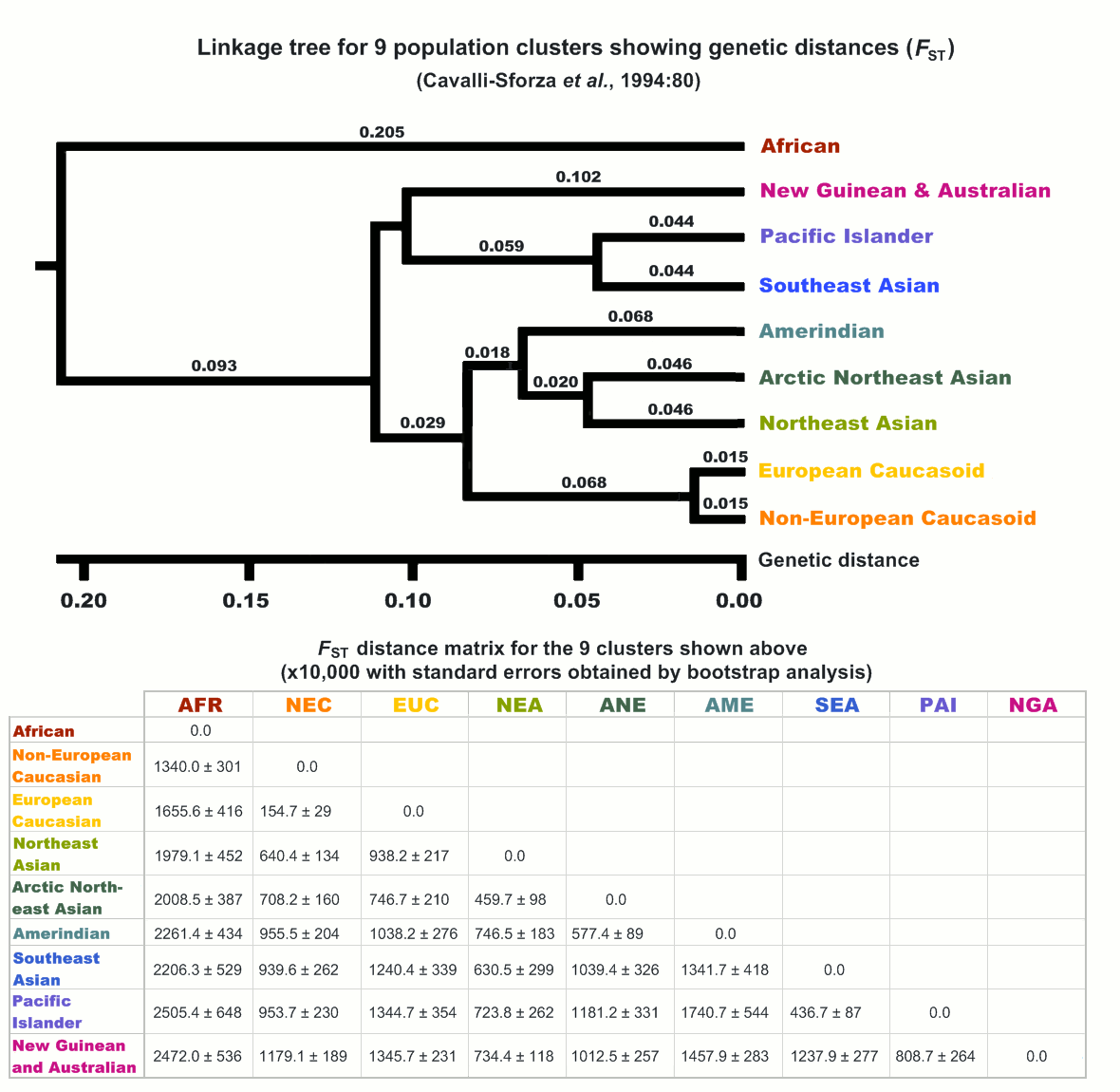
Arbre phylogénétique pour neuf groupes de populations (Cavalli-Sforza, L.L., Menozzi, P. & Piazza, A., 1994).

De nos jours, la définition de la notion de race a disparu du champ de la biologie d’où elle a été rejetée. Seuls quelques chercheurs isolés persistent à recourir à cette notion controversée, utilisée de manière très générale, se détachant de la biométrie ou de la génétique moderne. Ainsi, si Luigi Luca Cavalli-Sforza, dans son ouvrage « Gènes, Peuples, et Langues », pose la définition suivante en évoquant l’usage de certains dictionnaires, dans le cadre d’un chapitre portant sur la question de la pertinence du terme :

« Une race est un groupe d’individus qu'on peut reconnaître comme biologiquement différents des autres. »

Il ne s’y réfère que pour rappeler ce qui fut reçu aux époques précédentes, mais maintenant abandonné.
Avec l'étude de la variabilité génétique apparaît une nouvelle définition : Theodosius Dobjansky proposera ainsi sa définition du concept de race (au sens large) :

« Une population d’espèces qui diffèrent selon la fréquence de variants génétiques, d’allèles ou de structures chromosomiques. »

Cependant, comme l’indique Marcus Feldman (du département de biologie de l’université Stanford) et ses collègues : « comme deux populations différentes présentent toujours de tels variants, cette définition est en réalité synonyme de population ».
Au sein de cette approche apparaît une nouvelle donnée : la variabilité moyenne au sein des populations humaines est plus grande que celle existant entre les populations. Cette constatation amène à l’époque un grand nombre de biologistes à considérer que la notion de race n’est pas biologiquement pertinente.
Ainsi, dans Éloge de la différence (1981), Albert Jacquard affirme que pour la génétique moderne la notion de race des anciennes classifications ne convient pas à l’espèce humaine. André Langaney va plus loin en indiquant que « la notion de race est dépourvue de fondements et de réalité scientifique », puisqu’on ne peut, d’après lui, distinguer les populations des différentes parties du globe en se fondant sur des différences génétiques.
Les scientifiques, qu’ils soient généticiens, anthropologues ou ethnologues s’accordent donc, avec des arguments différents, sur l’arbitraire de la définition de races au sein de l’espèce humaine. Ainsi, la pertinence biologique de cette notion est notamment remise en question. Luigi Luca Cavalli-Sforza précisera son point de vue ainsi :

« Toute tentative de classification en races humaines est soit impossible, soit totalement arbitraire. »

Et, dans l'ouvrage Qui sommes-nous ? :

« En réalité, dans l’espèce humaine, l’idée de « race » ne sert à rien. »

### Le retour du racisme scientifique
Avec l’avènement de la génétique, des travaux comme ceux de Bruce Lahn, John Philippe Rushton, Richard Lynn, Satoshi Kanazawa (en) dans des revues prestigieuses ont commencé par exemple à suggérer des liens entre des gènes et l'intelligence. Ces travaux ont été immédiatement repris par des mouvements racistes. En 2009, Lahn réitère dans la revue Nature, appelant la communauté scientifique à se préparer moralement à la possibilité qu'elle puisse « trouver des différences entre les populations ».
Selon le sociologue W Carson Byrd, la génétique s'inscrit dans une vision raciste qui cherche à expliquer le « désavantage noir » par la biologie plutôt que par des facteurs sociétaux. D'après Stephan Palmié, anthropologue à l'Université de Chicago, les « idées du XIXe siècle sur la race […] sont fraîchement réécrites dans le langage de la génétique moderne ». La génétique et la science de l'hérédité ont contribué à propulser ces hypothèses à caractère racial dans la pensée intellectuelle moderne. C'est le concept de déterminisme génétique qui a fait que certains ont succombé à l'illusion que chacun d'entre nous a une destinée raciale. Une étude de 2007 a trouvé que tous les scientifiques des laboratoires en Californie utilisaient couramment les catégories raciales alors même qu'aucun n'était capable de définir clairement la notion de race.

### Médecine de précision
Le développement de la médecine de précision, c'est-à-dire une médecine individualisée basée sur l'étude génomique des patients a fait apparaître l’utilité de prendre en compte l'existence de groupes continentaux notamment vis-à-vis de la réponse aux traitements médicamenteux. Pour certains chercheurs l'identification des différences génétiques entre les races et les groupes ethniques, qu'ils soient pour les marqueurs génétiques aléatoires, les gènes qui conduisent à une susceptibilité à la maladie ou à une variation de la réponse aux médicaments, est scientifiquement approprié. Ce qui n'est pas scientifique, c'est les systèmes de valeurs rattachés à ces notions.
Dans le monde médical, la race est parfois prise en compte dans le diagnostic et le traitement des pathologies. Certaines affections sont plus fréquentes chez certains groupes raciaux ou ethniques que dans d'autres, sans que les causes de ces différences soient toujours clairement établies. L'intérêt récent de la médecine et de la pharmacogénomique pour les différences raciales trouve son origine dans la prolifération des données génétiques humaines qui ont suivi le décodage du génome humain au cours de la première décennie du XXIe siècle. Un débat actif parmi les chercheurs a toujours court sur la signification et l'importance à donner aux races dans leurs recherches. Les partisans de l'utilisation des catégories raciales en biomédecine font valoir que l'utilisation des catégorisations raciales dans la recherche biomédicale et la pratique clinique rend possible l'application de nouveaux résultats génétiques,. Leurs arguments se basent en particulier sur le potentiel des médecines personnalisées basées sur le génome.
D'autres chercheurs soulignent que trouver une différence dans la prévalence de la maladie entre deux groupes socialement définis n'implique pas nécessairement une causalité génétique de la différence,. Ils suggèrent que les pratiques médicales devraient se concentrer sur l'individu plutôt que sur l'appartenance d'un individu à n'importe quel groupe. Ils font valoir que la mise en avant excessive des contributions génétiques au détriment des disparités en matière de santé comporte différents risques tels que le renforcement des stéréotypes, la promotion du racisme ou l'absence de prise en compte de la contribution des facteurs non génétiques aux disparités en matière de santé. Des études plus récentes notent notamment que ces marqueurs génétiques ne sont pas les facteurs les plus importants à prendre en compte. Les données épidémiologiques internationales montrent que les conditions de vie plutôt que la race constituent la plus grande différence dans les résultats de santé même pour les maladies qui ont des traitements spécifiques à la race. Certaines études ont révélé que les patients sont réticents à accepter la catégorisation raciale dans la pratique médicale.

## La notion de race comme construction sociale
Dans les années 1950, l'Unesco recommandait de remplacer « race » par « groupe ethnique », mais ce terme est également contesté depuis les années 1970. Cependant, depuis notamment les travaux de W. E. B. Du Bois aux États-Unis et Colette Guillaumin en France, les chercheurs analysent la construction sociale et idéologique de la notion de race, la production d'effets réels d'auto-identification et de reconnaissance en termes d'appartenance à telle ou telle « race ». Aux États-Unis, la race est un paramètre facultatif du recensement. La Cour suprême des États-Unis a eu maintes fois l'occasion de statuer sur la race — United States v. Bhagat Singh Thind en 1923, lois sur la déségrégation scolaire, lois sur l'affirmative action, etc.).

En Suisse, le Tribunal fédéral a affirmé dans une décision de 1998 relative à la confiscation de matériel à contenu raciste :

« La race, au sens de l'art. 261bis CP [Code pénal], se caractérise notamment par la couleur de la peau […] ; il n'est donc pas douteux que les noirs constituent une race au sens de cette disposition. »

L'Organisation des Nations unies, dans le cadre de la Convention internationale sur l’élimination de toutes les formes de discrimination raciale adoptée par la plupart des États de la communauté internationale, entend quant à elle « favoriser la bonne entente entre les races et d’édifier une communauté internationale affranchie de toutes les formes de ségrégation et de discrimination raciales ».

### Dans les textes législatifs

#### En France
En France, la distinction des individus selon le critère de la race est interdite. Le Conseil constitutionnel a en effet déterminé que « si les traitements nécessaires à la conduite d'études sur la mesure de la diversité des origines des personnes, de la discrimination et de l'intégration peuvent porter sur des mesures objectives, ils ne sauraient, sans méconnaitre le principe énoncé à l'article 1er de la Constitution, reposer sur l'origine ethnique ou la race ».
Le terme de « race » a pratiquement disparu des discours politiques en France, à l'exception de ceux promouvant des théories racistes, mais pas du lexique juridique et législatif. Il apparaît dans un décret de novembre 1928 « déterminant le statut des métis nés de parents légalement inconnus en Indochine », qui accorde la citoyenneté française aux enfants de mère « indigène » (et donc sujet de l'Empire français) et de père inconnu s'il est « présumé de race française ». Introduite en métropole en 1939 sous la Troisième République avec le décret Marchandeau du 21 avril 1939, qui interdisait la propagande antisémite, la notion de « race » est devenue une catégorie juridique sous le régime de Vichy avec les statuts des Juifs, avant d'être discréditée à la suite, notamment, du génocide des Juifs européens et d'autres populations (génocide des gitans, programme d'euthanasie, etc.) par l'Allemagne nazie.
Les textes législatifs français continuent néanmoins à employer le terme de « race », d'abord en interdisant toute discrimination raciale. Le décret du 2 février 1990 a autorisé le fichage des origines raciales des personnes. En 1983, la loi relative aux droits et obligations des fonctionnaires se réfère à l'ethnie, et non à la race. Elle a été amendée par la loi du 16 novembre 2001 sur la lutte contre les discriminations, qui a réintroduit le mot « race ». La demande du député Michel Vaxès (PCF), en 2003, de supprimer la notion de race du discours législatif et juridique français a été rejetée par la majorité. Le 16 mai 2013, l'Assemblée nationale française a adopté une proposition de loi « visant à supprimer le terme de race de la législation française », ceci pour faire suite aux promesses de campagne du candidat François Hollande à l'élection présidentielle. Le projet, non validé, prévoyait de remplacer le mot race par « pour des raisons racistes ».
Quelques années auparavant, les signataires de la Charte Galilée 90, dont le ministre Jean-François Mattéi, avait demandé le retrait du terme de « race » à l'article 1er de la Constitution. Celle-ci mentionne, en effet, l'égalité de tous devant la loi, « sans distinction d'origine, de race ou de religion ». Cette formulation a fait l'objet à partir des années 2000 de nombreuses remises en question transpartisanes, et de tentatives de modification qui ont toutes avorté.

### Dans les traditions religieuses

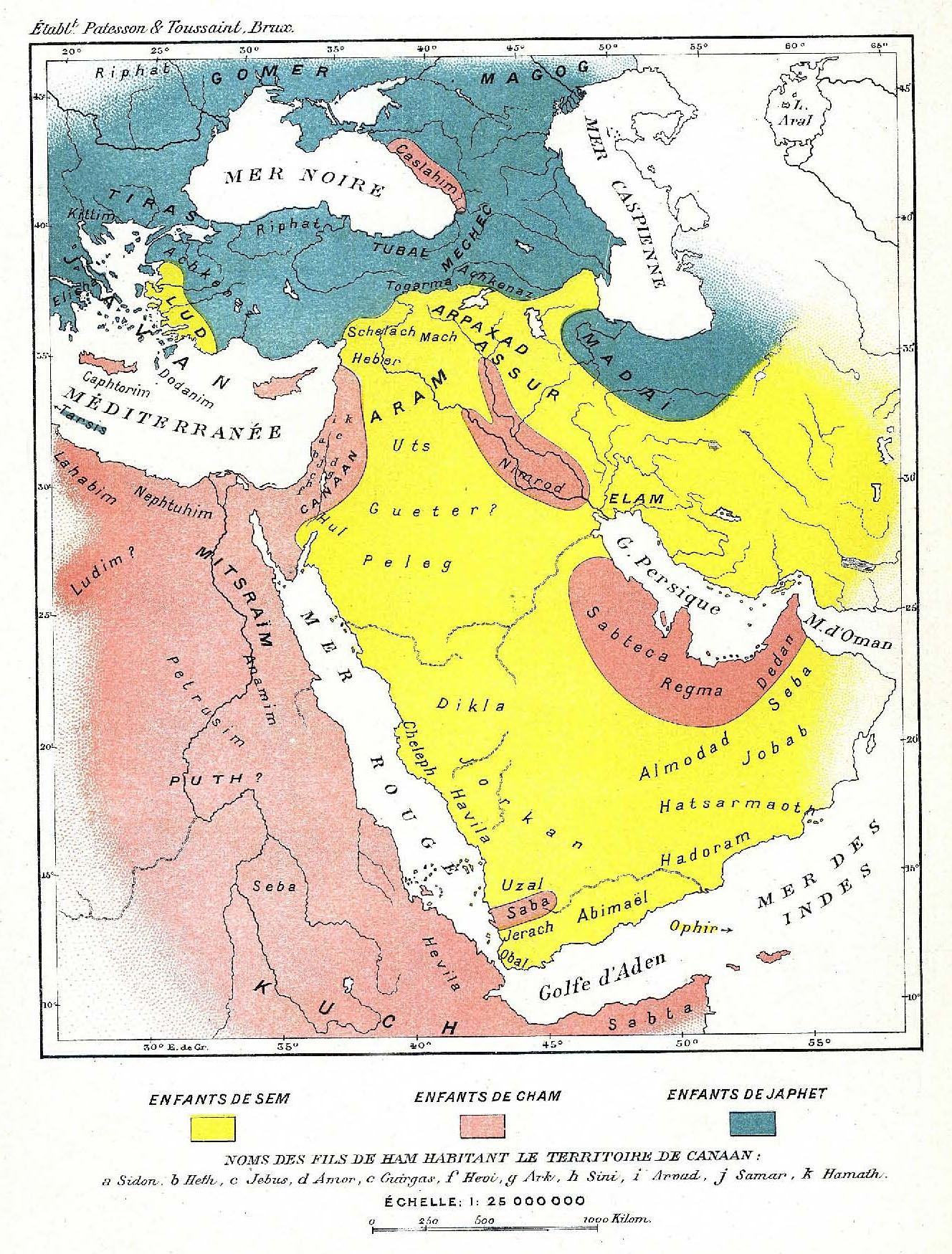
Le Tableau des Nations. Généalogie des fils de Noé et leur dispersion géographique après le déluge..

#### Bible hébraïque
Dans le canon biblique, selon le récit de la création dans la Genèse, l'humanité descend d'un homme, Adam, créé par Dieu, et elle a donc une origine commune et unique.
Mais un autre récit biblique, la malédiction de Canaan a été parfois employé pour justifier les divisions entre les humains : après le Déluge, Noé devient l'ancêtre commun à l'ensemble de l'humanité et toutes la population du monde descendrait de ses trois fils : Sem, Cham et Japhet. La Table des peuples est une liste des descendants du patriarche Noé qui apparaît dans l'Ancien Testament.
- Cham (Kam, Hém ou Ham), serait le père des Hamites et des Cananéens. Ham (حام en arabe, חם en hébreu) signifiant « chaud »[114].
- Sem (Sam ou Sém), serait le père des peuples Sémites. Sem (سام en arabe) Shem (שם en hébreu) signifiant « nom » ou « renom », « prospérité »[115].
- Japhet, est le père des peuples d'Eurasie Japhétique. Japhet (יפת) signifiant « ouvert »[116]. Japhet serait le père des Européens].

La Bible présente donc une forme de monogénisme symbolique, attribuant la paternité unique de l'humanité à Adam, puis à Noé.